# Fläckuv
Fläckuv (Bubo africanus) är en fågel i familjen ugglor inom ordningen ugglefåglar med två skilda utbredningsområden, dels på södra Arabiska halvön, dels i södra Afrika.

## Utseende och läte
Fläckuven är med en kroppslängd på 40–45 cm en medelstor uggla, men en av de minsta uvarna i Bubo, med långa och tydliga örontofsar. Ovansidan är sotbrun med oregelbundet utströdda vita fläckar, undersidan smutsvit med bruna tvärband. Ansiktet är inramat av svart och smutsvitt till blekockra, näbben är svart och ögonen är gula. Hanen låter höra ett "hoo-hoo", där den andra tonen är lägre, följt av en tretonsserie och sist en utdragen ton.
Arabuven, tidigare och i viss mån fortfarande behandlad som underart, är mer gulbrun i färgerna och tydligt mindre. Den betydligt större kapuven liknar framför allt fläckuvens ovanliga rostfärgade morf, men har större fötter, kraftiga mörka fläckar på bröstet, bredare bandning på buken och orangefärgade ögon. 

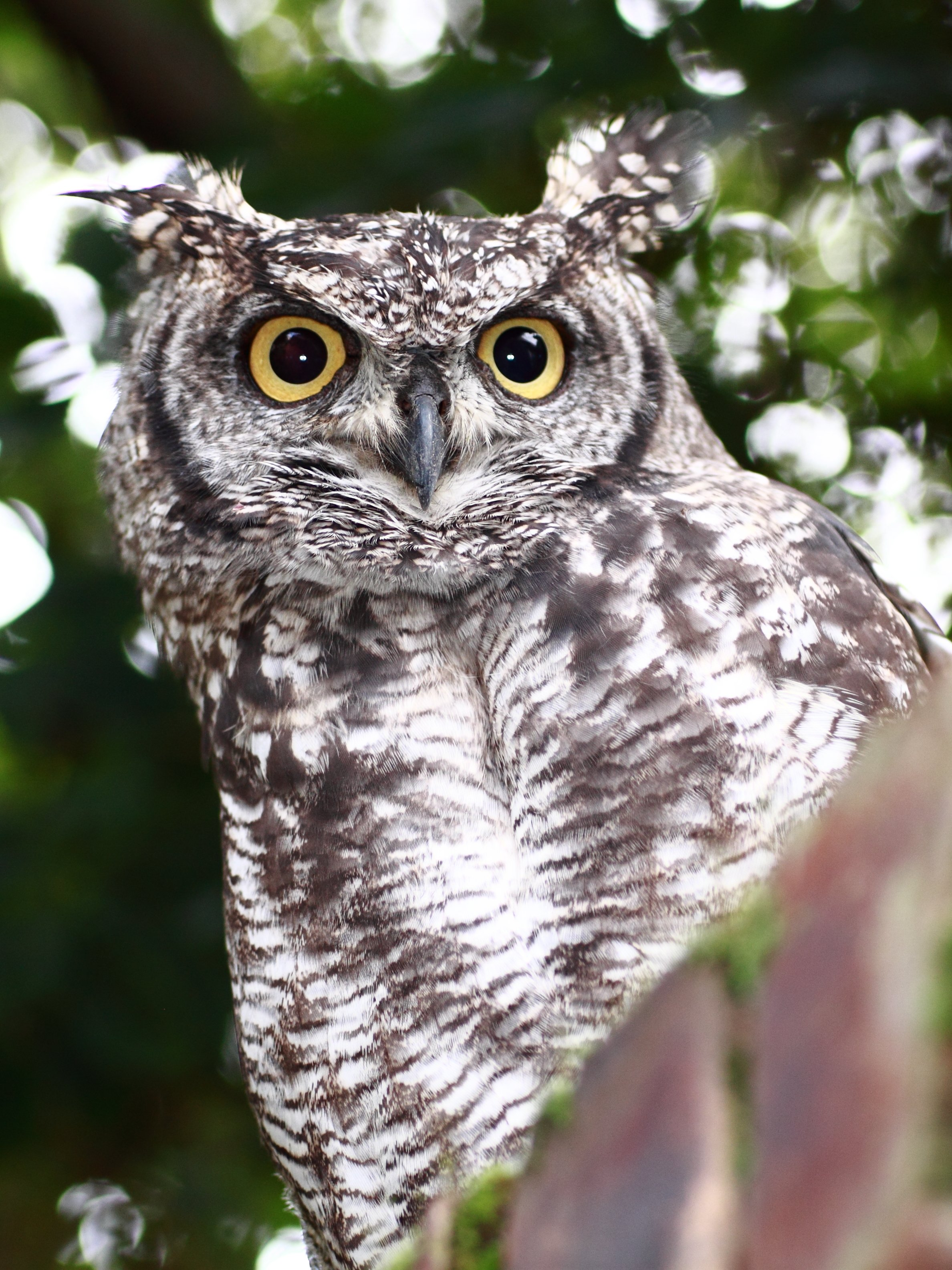

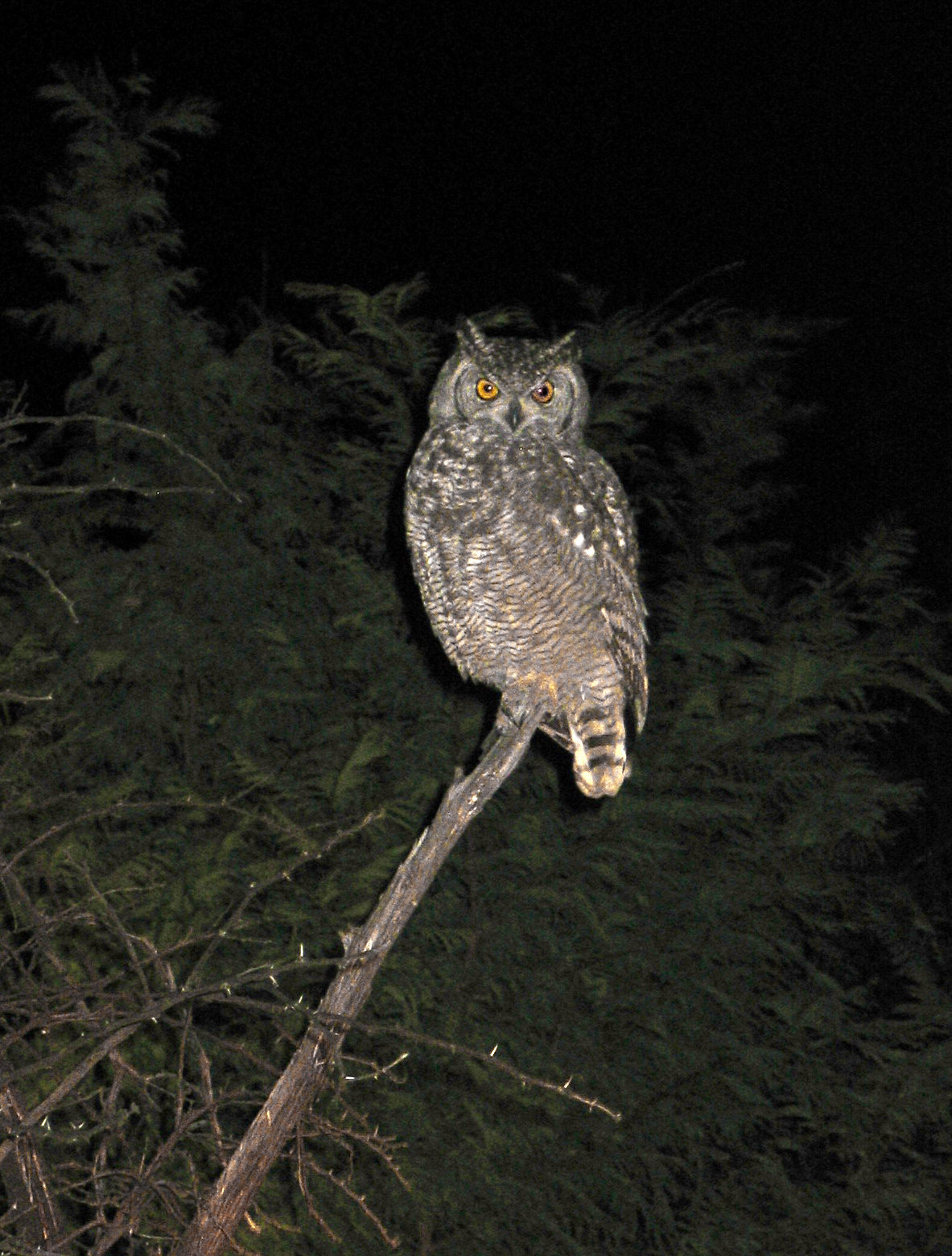

## Utbredning och systematik
Fläckuv delas numera vanligen in i två underarter med följande utbredning:
- africanus – förekommer i Gabon till Kongo-Kinshasa, södra Uganda, centrala Kenya och i söder till Kapprovinsen
- tanae – förekommer i sydöstra Kenya (centrala och nedre Tanafloden och Lali Hills)

Underarten tanae inkluderas ofta i africanus. Tidigare behandlades saheluv som en underart till fläckuv och vissa gör det fortfarande. De skiljer sig dock åt morfologiskt och någon hybridisering dem emellan där deras utbredningsområden möts är ännu inte känd.
Fram tills nyligen behandlades arabuven som underart till fläckuven. Den skiljer sig i dock utseende och läten från nominatformen, och är dessutom mycket isolerad geografiskt. Sedan 2021 urskiljer både International Ornithological Congress (IOC) och eBird/Clements den som en egen art.

## Levnadssätt
Fläckuven förekommer i savann, halvöken och öppen skog med begränsad undervegetation. Den ses ofta i skymningen sittande på telefon- eller staketstolpar. Fågeln är en opportunist som lever av alltifrån leddjur till små däggdjur och fåglar. Den lever upp till tio år i det vilda, 20 i fångenskap.

### Häckning
Fågeln häckar på marken, men bon har också noterats på fönsterbräden. Häckning inleds i juli och avslutas i början av februari, i södra Afrika från juli till oktober. Honan lägger två till fyra ägg och ruvar ensam i ungefär 32 dagar medan hanen jagar. Ungarna är flygga vid sju veckors ålder och lämnar boet fem veckor senare. Fläckuven är monogam och bildar par troligen för livet.

## Status och hot
Arten har ett stort utbredningsområde och en stabil populationsutveckling. Världspopulationen har inte uppskattats men beskrivs som vida spridd och allmän. Utifrån dessa kriterier kategoriserar IUCN arten som livskraftig (LC).